# Biografielijst Ku

## Kub
- Kubaba (ca.2400-ca.2381 v.Chr.), koningin van Sumer
- Dawid Kubacki (1990), Pools schansspringer
- Ladislao Kubala (1927-2002), Hongaars-Spaans voetballer en voetbalcoach
- Jan Kubelík (1880-1940), Tsjechisch violist en componist
- Rafael Kubelík (1914-1996), Tsjechisch/Zwitsers dirigent en componist
- Joe Kubert (1926-2012), Amerikaans striptekenaar
- Robert Kubica (1984), Pools autocoureur
- Johnson Kubisa (1972), Botswaans atleet
- Bohumil Kubišta (1884-1918), Tsjechisch schilder
- Ruth Maria Kubitschek (1931-2024), Duits-Zwitsers actrice
- Ferdy Kübler (1919-2016), Zwitsers wielrenner
- Yuya Kubo (1993), Japans voetballer
- Stanley Kubrick (1928-1999), Amerikaans filmregisseur
- Christian Kubusch (1988), Duits zwemmer

## Kuc
- Dariusz Kuć (1986), Pools atleet

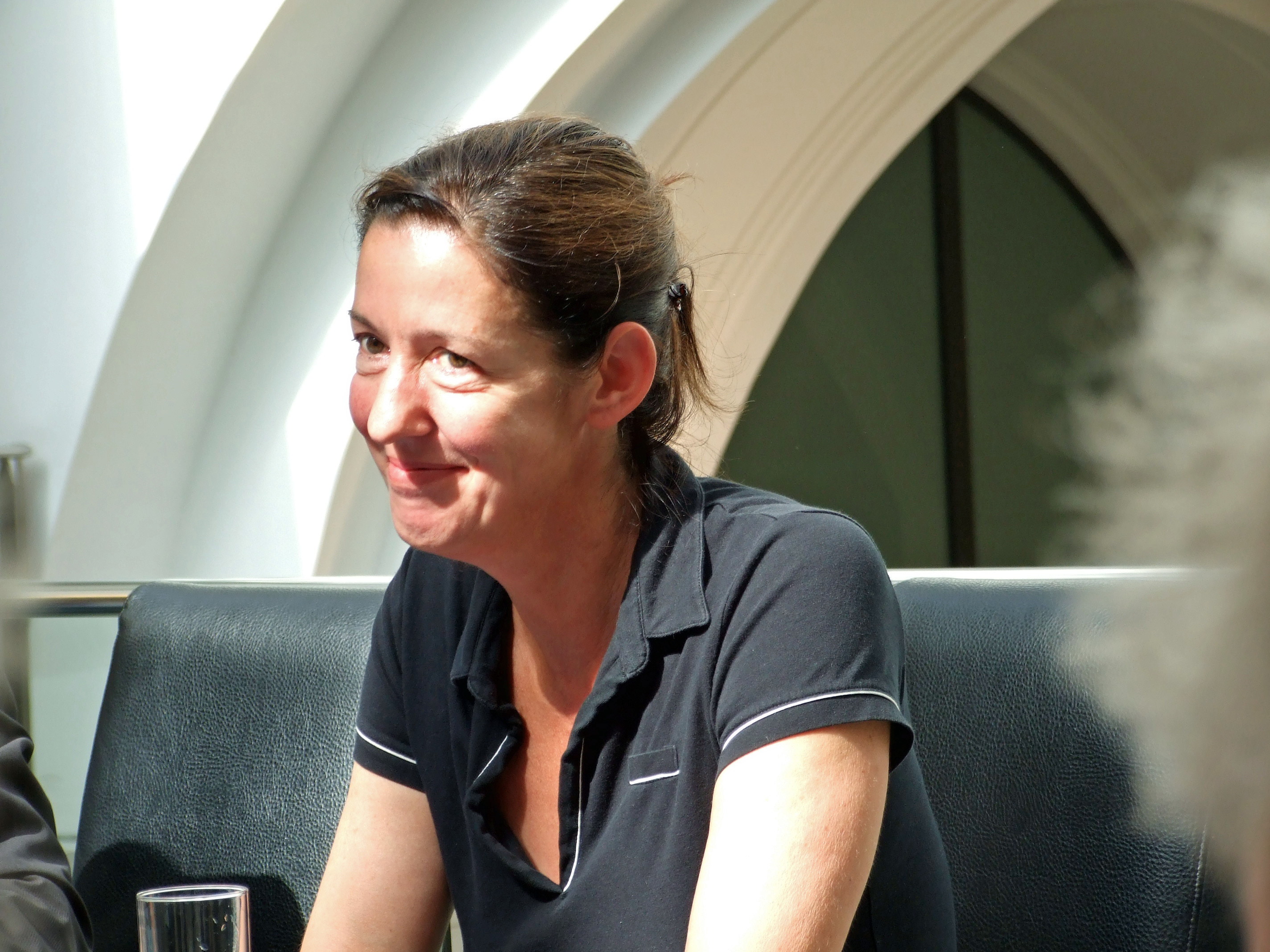
Judith Kuckart

- Milan Kučan (1941), Sloveens politicus
- Arben Kucana (1967), Albanees schutter
- Karol Kučera (1974), Slowaaks tennisser
- Wacław Kuchar (1897-1981), Pools sporter
- Michał Kucharczyk (1991), Pools voetballer
- Tomasz Kucharski (1974) Pools roeier
- Dennis Kucinich (1946), Amerikaans politicus
- Judith Kuckart (1959), Duits schrijfster en choreografe
- Lefter Küçükandonyadis (1925-2012), Turks voetballer
- Sławomir Kuczko (1985), Pools zwemmer

## Kud
- Vincas Kudirka (1858-1899), Litouws schrijver, dichter en onafhankelijkheidsactivist
- Masato Kudo (1990-2022), voetballer
- Lisa Kudrow (1963), Amerikaans actrice

## Kue
- Erik von Kuehnelt-Leddihn (1909-1999), Oostenrijks filosoof, journalist en publicist
- Abraham Kuenen (1828-1891), Nederlands protestants theoloog en exegeet
- Johannes Petrus Kuenen (1866-1922), Nederlands hoogleraar natuurkunde
- Philip Henry Kuenen (1902-1976), Nederlands geoloog
- Gustavo Kuerten (1976), Braziliaans tennisser

## Kuf
- Andreas Kuffner (1987), Duits roeier
- Samuel Kuffour (1976), Ghanees voetballer
- John Agyekum Kufuor (1938), Ghanees president (2001-2009)

## Kug
- Erik Kugelberg (1891-1975), Zweeds atleet
- Julius Kugy (1858-1944), Sloveens alpinist, jurist en schrijver

## Kuh
- Peter Kuhlmann, (1960-2012), Duitse elektronicamuzikant
- Johannes Kühn (1991), Duits biatleet
- Paul Kuhn (1928-2013), Duits pianist, bandleider en zanger
- Richard Kuhn (1900-1967), Oostenrijk-Duits biochemicus en Nobelprijswinnaar
- Thomas Kuhn (1922-1996), Amerikaans wetenschapsfilosoof
- Kea Kühnel (1991), Duits freestyleskiester
- Horst Kuhnert (1939), Duits schilder en beeldhouwer
- Emil Kuhn-Schnyder (1905-1994), Zwitsers paleontoloog
- Ine Kuhr (1955), Nederlands actrice en zangeres
- Lenny Kuhr (1950), Nederlands zangeres
- Loreanne Kuhurima (1991), Nederlands atlete

## Kui

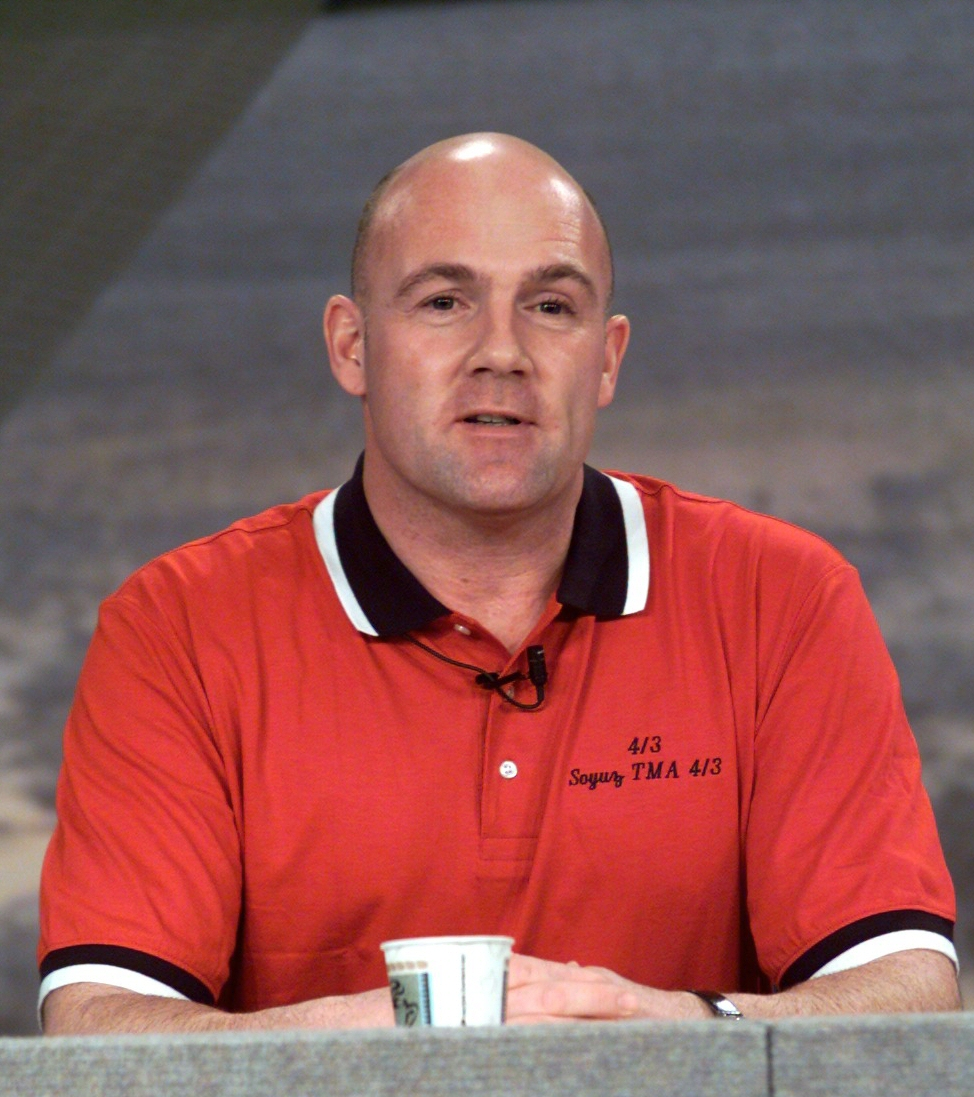
André Kuipers

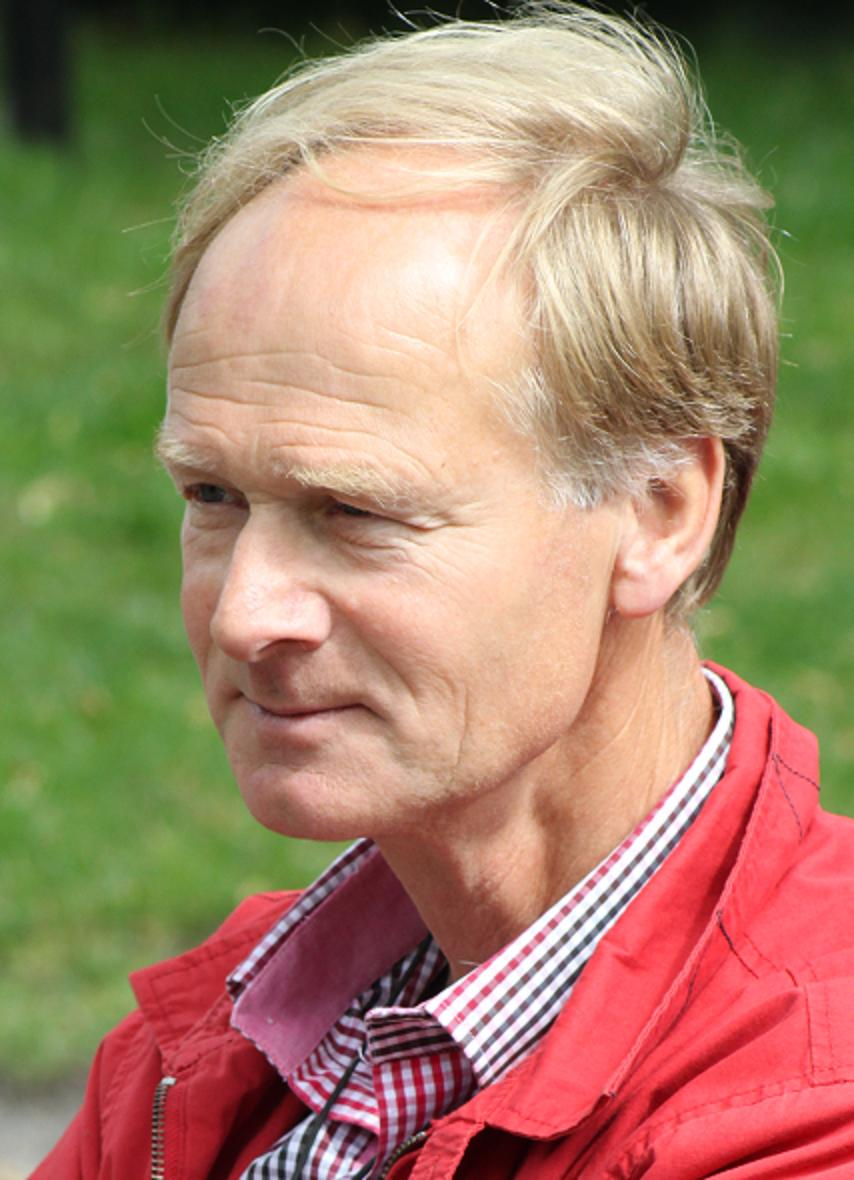
Harm Kuipers

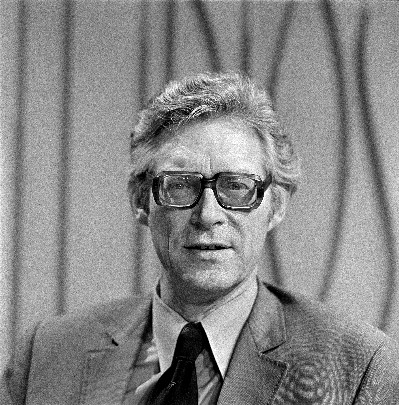
Herman Kuiphof

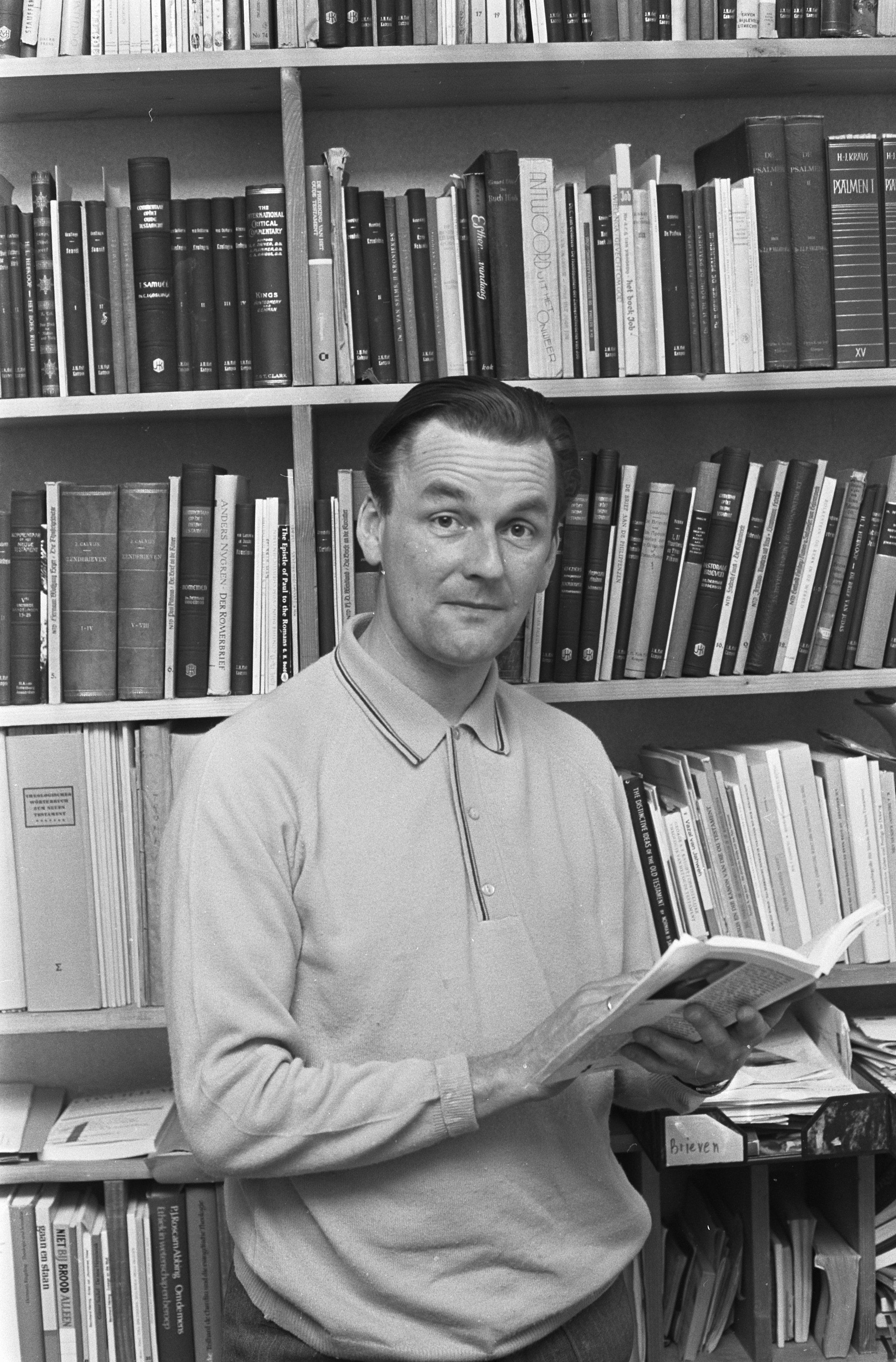
Harry Kuitert

- Hennie Kuijer (1946), Nederlands radiopresentatrice
- Martin Kuijer (1972), Nederlands jurist
- Ruud Kuijer (1959), Nederlands beeldhouwer
- Susan Kuijken (1986), Nederlands atlete
- Pieter Jan Kuijper (1946), Nederlands jurist
- Albert Kuijpers (1920-2008), Nederlands politicus
- Ayden Kuijpers (1991), Nederlands voetballer
- Bert Kuijpers (1941-2021), Nederlands zanger, dichter, conferencier en cabaretier
- Evy Kuijpers (1995), Nederlands wielrenster
- Frans Kuijpers (1941), Nederlands schaker
- Henk Kuijpers (1946), Nederlands stripauteur
- Jan Kuijpers (1946), Nederlands astronoom en hoogleraar
- Jan-Hein Kuijpers (1968), Nederlands advocaat
- Jeslynn Kuijpers (1995), Nederlands voetballer
- Louis Kuijpers (1920-2000), Nederlands politicus
- Michael Maria Kuijpers (1958), Nederlands dichter, bekend onder het pseudoniem K. Michel
- Paul Kuijpers (1939-1971), Nederlands landbouwexpert
- Pierre Kuijpers (1945), Nederlands dirigent en hoboïst
- Pieter Kuijpers (1968), Nederlands filmregisseur en -producent
- Stephanus Kuijpers (1899-1986), Nederlands bisschop van Paramaribo
- Willy Kuijpers (1937), Vlaams politicus
- Dirk Kuijt (1980), Nederlands voetballer
- Dirkje Kuik (1929-2008), Nederlands schrijfster en beeldend kunstenares
- Dick Kuiper (1938-2024), Nederlands socioloog en politicus
- Gerard Kuiper (1905-1973), Nederlands-Amerikaans astronoom
- Jelle Kuiper (1944-2011), Nederlands politiefunctionaris
- Nannie Kuiper (1939-2025), Nederlands kinderboekenschrijfster
- Roel Kuiper (1962), Nederlands historicus, filosoof en politicus
- Abe Kuipers (1918-2016), Nederlands kunstenaar
- André Kuipers (1958), Nederlands ruimtevaarder
- Anske Hielke Kuipers (1833-1902), Nederlands gezaghebber bij de Gouvernementsmarine van Nederlands-Indië
- Bas Kuipers (1994), Nederlands voetballer
- Benno Kuipers (1974), Nederlands zwemmer
- Björn Kuipers (1973), Nederlands voetbalscheidsrechter
- Ellen Kuipers (1971), Nederlands hockeyster
- Foeke Kuipers (1871-1954), Nederlands architect
- Harm Kuipers (1947), Nederlands schaatser en medicus
- Helena Kuipers-Rietberg (1893-1944), Nederlands verzetsstrijdster
- Jan Kuipers (1953), Nederlands schrijver
- Jeffrey Kuipers (1980), Nederlands zanger
- Johannes Martinet Kuipers (1762-1846), Nederlands predikant
- John Kuipers (1937), Nederlands acteur, danser en choreograaf
- Judith Kuipers (1972), Nederlands voetbalster
- Karin Kuipers (1972), Nederlands waterpoloster
- Mayon Kuipers (1988), Nederlands schaatsster
- Michel Kuipers (1974), Nederlands voetballer
- Nick Kuipers (1988), Nederlands voetballer
- Nick Kuipers (1992), Nederlands voetballer
- Onno Kuipers (1965), Nederlands accordeonist
- Reinold Kuipers (1914-2005), Nederlands dichter, drukker, copywriter en uitgever
- Raymon Kuipers (1982), Nederlands voetballer
- Roelof Kuipers (1855–1922), Nederlands architect en politicus
- Simon Kuipers (1982), Nederlands schaatser
- Stefan Kuipers (1990), Nederlands schaker
- Tjeerd Kuipers (1857-1942), Nederlands architect
- Herman Kuiphof (1919-2008), Nederlands sportverslaggever
- Harry Kuitert (1924-2017), Nederlands theoloog en ethicus.
- Virpi Kuitunen (1976), Fins langlaufster

## Kuj
- Patrick Kujala (1996), Fins autocoureur
- Konrad Kujau (1938-2000), Duits vervalser
- Emir Kujović (1988), Zweeds voetballer

## Kuk
- Yolane Kukla (1995), Australisch zwemster
- Ariana Kukors (1989), Amerikaans zwemster

## Kul
- Hanna Kulenty (1961), Pools componiste
- Han Kulker (1959), Nederlands atleet
- Maria Kulle (1960), Zweeds actrice
- Karl-Axel Kullerstrand (1892-1981), Zweeds atleet

## Kum
- Christian Kum (1985), Duits-Nederlands voetballer
- Abera Kuma (1990), Ethiopisch atleet
- Eyerusalem Kuma (1981), Ethiopisch atlete
- Ajith Kumar (1971), Indiaas acteur en autocoureur
- Astrid Kumbernuss (1966), Duits atlete
- Patrizia Kummer (1987), Zwitsers snowboardster
- Tjahjo Kumolo (1957-2022), Indonesisch politicus
- Ted Kumpe (1940), Nederlands bedrijfskundige
- Sven Kums (1988), Belgisch voetballer

## Kun

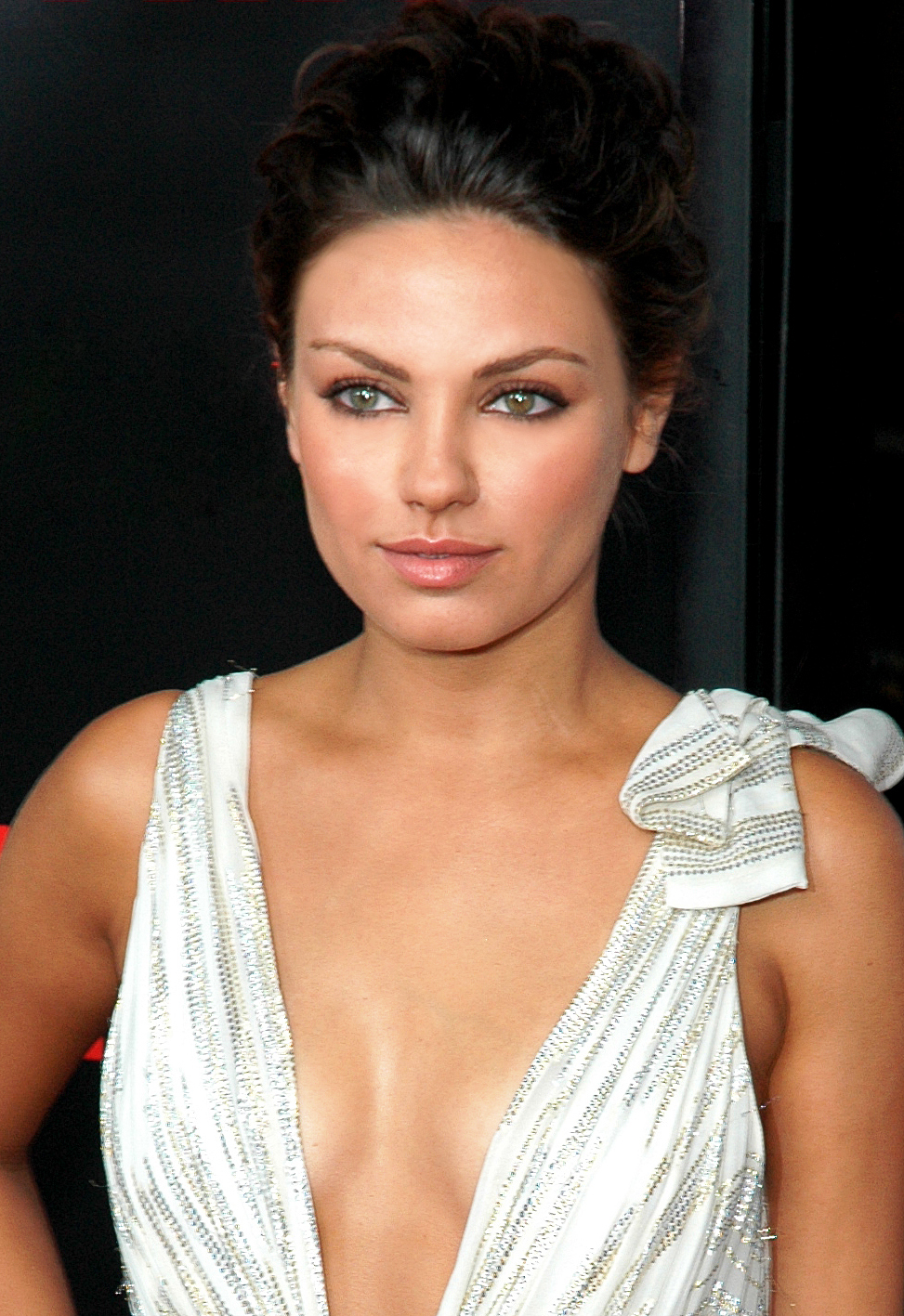
Mila Kunis

- Abay Kunanbayulı (1845-1904), Kazachs filosoof, componist en dichter
- Renate Künast (1955), Duits politica
- Mitja Kunc (1971), Sloveens alpineskiër
- Karl-Heinz Kunde (1938-2018), Duits wielrenner
- Milan Kundera (1929-2023), Tsjechisch-Frans schrijver
- Česlovas Kundrotas (1961), Litouws atleet
- August Kundt (1839-1894), Duits natuurkundige
- Jampie Kuneman (1923-2018), Nederlands voetballer en verzetsman
- Frans Künen (1930), Nederlands atleet
- Hans Küng (1928-2021) Zwitsers theoloog en hoogleraar
- Patrick Küng (1984), Zwitsers alpineskiër
- Keisuke Kunimoto (1989), Japans autocoureur
- Yuji Kunimoto (1990), Japans autocoureur
- Mila Kunis (1983), Amerikaans actrice
- Stanley Kunitz (1905-2006), Amerikaans dichter, vertaler en leraar
- Jeanne Kunkler (1894-1990), Zwitserse schrijfster en redactrice
- Eduard Künneke (1885-1953), Duits opera- en operettecomponist
- Herman Kunnen (1925-2001), Belgisch atleet
- Frits Kunst (1879-1948), Nederlands dichter
- Jaap Kunst (1891-1960), Nederlands etnomusicoloog
- Andreas Kunstein (1967), Duits componist
- Carl Erich Eberhard Kuntze (1896-1976), Nederlands jurist en burgemeester
- Samuel Kunz (1921-2010), Russisch-Duits nazi en verdachte van oorlogsmisdaden

## Kuo
- Zing-Yang Kuo (1898-1970), Chinees psycholoog
- Kuok Io Keong (1976), Macaus autocoureur

## Kup
- Janusz Bogdan Kupcewicz] (1955-2022), Pools voetballer
- Evert Kupers (1885-1965), Nederlands vakbondsleider en politicus
- Thijmen Kupers (1991), Nederlands atleet
- Jan Kuperus (1929-2011), Nederlands econoom en bankdirecteur
- Sjoerd Kuperus (1893-1988), Nederlands kunstenaar
- Tuli Kupferberg (1923-2010), Amerikaans dichter
- Eric Kupper, Amerikaans dj/producer
- Frantisek Kupka (1871-1957), Tsjechisch-Frans kunstschilder

## Kur
- Lothar Kurbjuweit (1950), Oost-Duits voetballer
- Lydia Kurgat (1975), Keniaans atlete
- Katsushi Kurihara (1977), Japans voetballer
- Kisho Kurokawa (1934-2007), Japans architect
- Akira Kurosawa (1910-1998), Japans filmmaker
- Wouter Kurpershoek (1964), Nederlands journalist
- Karl-Heinz Kurras (1927-2014), Duits politieagent en spion
- Godefroid Kurth (1847-1916), Belgisch historicus
- Shishir Kurup (1961), Indiaas acteur, filmregisseur en scenarioschrijver
- Janusz Kurtyka (1960-2010), Pools geschiedkundige
- Marcia Jean Kurtz, Amerikaans actrice
- Raymond Kurvers (1968), Nederlands musicalacteur
- Jaroslav Kurzweil (1926-2022), Tsjechisch wiskundige

## Kus
- Clyde Kusatsu (1948), Amerikaans acteur
- Rainer Küschall (1947), Zwitsers paralympisch sporter en ontwerper
- Nina Kuscsik (1939-2025), Amerikaans atlete
- Harold Kushner (1935-2023), Amerikaans rabbijn en schrijver
- Kantadhee Kusiri (1993), Thais autocoureur
- Janusz Kusociński (1907-1940), Pools atleet
- Sardono Waluyo Kusumo (1945), Indonesisch choreograaf, danser en filmregisseur

## Kut
- Ashton Kutcher (1978), Amerikaans acteur en presentator
- Kazimierz Kutz (1929-2018), Pools filmregisseur en scenarioschrijver

## Kuu
- Martti Kuusela (1945), Fins voetballer en voetbalcoach
- Ilkka Kuusisto (1933-2025), Fins componist
- Jaakko Kuusisto (1974-2022), Fins dirigent, violist en componist

## Kuy

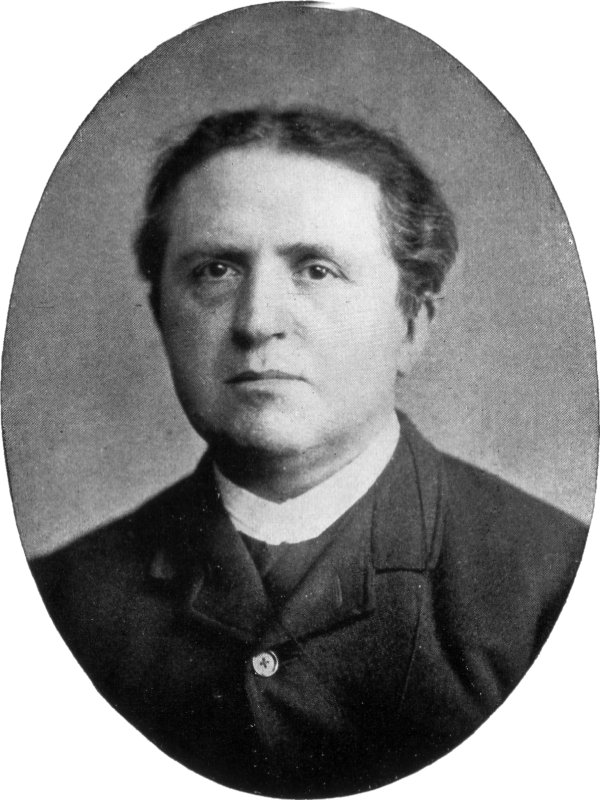
Abraham Kuyper

- Ton Kuyl (1921-2010), Nederlands acteur
- Rik Kuylen (1917-1989), Belgisch syndicalist en politicus
- Abraham Kuyper (1837-1920), Nederlands politicus en theoloog
- Hans Kuyper (1962), Nederlands kinderboekenschrijver
- Gerardus Kuypers (1722-1798), predikant en hoogleraar theologie
- Antonius Kuys (1898-1982), Nederlands wielrenner

## Kuz
- Josip Kuže (1952-2013), Kroatisch voetballer en voetbalcoach
- Lizaveta Kuzmenka (1987), Wit-Russisch alpineskiester
- Ernst Kuzorra (1905-1990), Duits voetballer en voetbalcoach
- Tunahan Kuzu (1981), Nederlands voormalig politicus
- Mimi Kuzyk (1952), Canadees actrice